# ياسويوشي نارا
ياسويوشي نارا (باليابانية: 奈良 安剛) (12 ديسمبر 1982 في يوكوسوكا في اليابان – )؛ هو لاعب كرة قدم ياباني سابق كان يلعب كلاعب وسط.

## وصلات خارجية
- ياسويوشي نارا على موقع رابطة كرة القدم اليابانية للمحترفين (اليابانية)
- ياسويوشي نارا على موقع عالم كرة القدم.نت (الإنجليزية)